# Довідник кваліфікаційних характеристик професій працівників
Дові́дник кваліфікаці́йних характери́стик профе́сій працівникі́в (ДКХПП) — систематизований за видами економічної діяльності збірник описів професій в Україні, які наведені в Класифікаторі професій, створений із метою приведення кваліфікаційних характеристик професій працівників. Він є нормативним документом, обов'язковим із питань управління персоналом на підприємствах, в установах і організаціях усіх форм власності та видів економічної діяльності, та складається з Випусків і Розділів випусків, які згруповано за основними видами економічної діяльності, виробництва та робіт.
Довідник визначає перелік основних робіт, які властиві тій або іншій посаді, та забезпечує єдність у визначенні кваліфікаційних вимог щодо певних посад.
Довідник слугує основою для:
- розроблення посадових інструкцій працівникам, які закріплюють їх обов'язки, права та відповідальність;
- складання положень про структурні підрозділи, які визначають їх роль та місце в системі управління підприємством (установою, організацією);
- формування та регулювання ринку праці;
- ведення документації про укладення трудового договору (прийняття на роботу), професійне просування, переведення на іншу роботу, відсторонення від роботи, припинення і розірвання трудового договору;
- присвоєння і підвищення категорій за посадою відповідно до оволодіння особою повним обсягом знань та робіт за результатами кваліфікаційної атестації;
- організації навчально-виховного процесу в закладах освіти, які готують працівників за професіями відповідних освітньо-кваліфікаційних рівнів.

## Історія
Випуск 1 «Професії працівників, які є загальними для всіх видів економічної діяльності» був затверджений Наказом Міністерства праці та соціальної політики України від 16 лютого 1998 року № 24. Його ж Наказом від 29 грудня 2004 року № 336 «Про затвердження Випуску 1 „Професії працівників, що є загальними для всіх видів економічної діяльності“ Довідника кваліфікаційних характеристик професій працівників» було затверджено новий Випуск 1.
Випуск 7 «Загальні професії працівників виробництв харчової промисловості» був затверджений Постановою Державного комітету України по харчовій промисловості від 19 лютого 1997 року за погодженням з Міністерством праці України, Міністерством сільського господарства і продовольства України та Міністерством рибного господарства України.
Випуск 40 «Чорна металургія» був введений в дію Наказом Міністерства промислової політики України від 18 січня 2002 року № 28 за погодженням з Міністерством праці та соціальної політики України. Згідно з Наказом Міністерства промислової політики від 29 грудня 2006 року № 503, до цього випуску були внесені зміни.
Випуск 53 «Виробництво банок та кришок для харчових консервів, туб і футлярів з легких металів» був затверджений Наказом Міністерства аграрної політики України від 30 грудня 2000 року № 278 за погодженням з Міністерством праці та соціальної політики України і запроваджений для застосування з 1 січня 2001 р. З того часу втратив чинність і не застосовується у харчовій, молочній, м'ясній, рибній, консервній промисловості випуск 13 (видання 1989 року) «Єдиного тарифно-кваліфікаційного довідника робіт і професій робітників» (затверджений постановою Державного комітету СРСР з праці та соціальних питань і ВЦРПС від 13 січня 1984 року № 19/1-88).
Випуск 64 «Будівельні, монтажні та ремонтно-будівельні роботи» був виданий 2005 року Державним комітетом будівництва, архітектури та житлової політики України.
Випуск 78 «Охорона здоров'я» і Довідник кваліфікаційних характеристик професій працівників системи охорони здоров'я (випуск 88) були затверджені Наказом Міністерства охорони здоров'я України від 29 березня 2002 року № 117 за погодженням з Міністерством праці та соціальної політики України.
Випуск 84 «Діяльність у галузі драматичного мистецтва та інша розважальна діяльність» був затверджений Наказом Міністерства культури і мистецтв України 4 лютого 2000 року № 32 за погодженням з Міністерством праці та соціальної політики України.

## Випуски
1. Професії працівників, що є загальними для всіх видів економічної діяльності Розділ 3. Діяльність органів управління підприємствами[недоступне посилання з липня 2019]

2. Сільське господарство та пов'язані з ним послуги[недоступне посилання з липня 2019]

3. Лісове господарство і пов'язані з ним послуги

4. Рибне господарство

5. Добувна промисловість[недоступне посилання з липня 2019]

6. Видобування нафти та природного газу[недоступне посилання з липня 2019]

7. Загальні професії працівників виробництв харчової промисловості[недоступне посилання з липня 2019]

8. М'ясна і молочна промисловість

9. Виробництво консервів[недоступне посилання з липня 2019]

10. Переробка риби та морепродуктів

11. Виробництва харчової промисловості ч.1[недоступне посилання з липня 2019] Виробництва харчової промисловості ч.2[недоступне посилання з липня 2019]

12. Виробництво текстильних виробів. Первинне оброблення бавовни та луб'яних культур

14. Парашутне виробництво

16. Оброблення деревини та вироблення виробів з деревини

17. Виробництво целюлози, паперу, картону та виробів з них

18. Видавнича справа[недоступне посилання з липня 2019] 

19. Коксохімічне виробництво[недоступне посилання з липня 2019]

20. Виробництво синтетичних каучуків, жирозамінників та продуктів нафтохімії[недоступне посилання з липня 2019]

21. Переробка нафти, нафтопродуктів, газу, сланців, вугілля. Обслуговування магістральних трубопроводів[недоступне посилання з липня 2019]

23. Загальні професії хімічних виробництв[недоступне посилання з липня 2019] 

25. Виробництво медикаментів, вітамінів, медичних, бактерійних і біологічних препаратів та матеріалів[недоступне посилання з липня 2019]

26. Виробництво парфумерної продукції та косметичних засобів[недоступне посилання з липня 2019] 

27. Азотні виробництва та продукти органічного синтезу. Основні хімічні виробництва[недоступне посилання з липня 2019] 

28. Виробництво лаку та фарб[недоступне посилання з липня 2019]

29. Хіміко-фотографічні виробництва[недоступне посилання з липня 2019]

34. Виробництво керамічних, фарфорових та фаянсових виробів

35. Виробництво цементу та інших будівельних виробів. Виробництво цемент; Виробництво азбестоцементних та азбестосилітових виробів

36. Виробництво тепло- та інших ізоляційних матеріалів

37. Виробництво абразивів

38. Виробництво синтетичних алмазів, надтвердих матеріалів і виробів із них та природних алмазів

40. Чорна металургія[недоступне посилання з липня 2019]

41. Кольорова металургія

42. Оброблення металу[недоступне посилання з липня 2019]

43. Виробництво металевих електродів[недоступне посилання з липня 2019]

44. Виробництво металевих канатів, сіток, пружин, щіток та ланцюгів[недоступне посилання з липня 2019]

45. Електротехнічне виробництво[недоступне посилання з липня 2019]

47. Виробництво радіоапаратури та апаратури провідного зв'язку[недоступне посилання з липня 2019]

48. Виробництво медичного інструменту, приладів та устаткування

49. Оптико-механічне виробництво

50. Виробництво годинників та технічних каменів, ремонт годинників

51. Голкове виробництво

52. Ремізо-бердне виробництво

53. Виробництво банок та кришок для харчових консервів, туб і футлярів з легких металів[недоступне посилання з липня 2019]

55. Виробництво і ремонт літальних апаратів, двигунів та їх устаткування

57. Виробництво меблів

59. Виробництво музичних інструментів

61. Виробництво олівців

62. Виробництво та розподілення електроенергії Ч.1[недоступне посилання з липня 2019] Виробництво та розподілення електроенергії Ч.2[недоступне посилання з липня 2019]

63. Газове господарство міст, селищ та населених пунктів

64. Будівельні, монтажні та ремонтно-будівельні роботи

65. Торгівля та громадське харчування[недоступне посилання з липня 2019] 

66. Залізничний транспорт і метрополітен Частина 2 «Робітники»[недоступне посилання з липня 2019] 

67. Водний транспорт[недоступне посилання з липня 2019]

68. Авіаційний транспорт[недоступне посилання з липня 2019]

69. Автомобільний транспорт[недоступне посилання з липня 2019] 

70. Зв'язок[недоступне посилання з липня 2019]

71. Фінанси, кредит, страхування та пенсійне забезпечення[недоступне посилання з липня 2019]

74. Геологорозвідка та топографо-геодезичні роботи

75. Гідрологія та метеорологія

76. Довідник типових професійно-кваліфікаційних характеристик посад державних службовців[недоступне посилання з липня 2019]

78. Охорона здоров'я[недоступне посилання з липня 2019]

79. Ветеринарна діяльність 

80. Соціальні послуги[недоступне посилання з липня 2019]

81. Культура та мистецтво[недоступне посилання з липня 2019]

82. Виробництво та розповсюдження кіно- і відеофільмів[недоступне посилання з липня 2019]

83. Діяльність у галузі радіомовлення та телебачення[недоступне посилання з липня 2019]

84. Діяльність у галузі драматичного мистецтва та інша розважальна діяльність[недоступне посилання з травня 2019]

85. Спортивна діяльність[недоступне посилання з липня 2019]

86. Реклама та реставраційні роботи[недоступне посилання з липня 2019] 

87. Житлове та комунальне господарство населених пунктів[недоступне посилання з липня 2019]

88. Побутове обслуговування населення

89. Довідник кваліфікаційних характеристик професій працівників МНС України[недоступне посилання з липня 2019]

90. Довідник типових професійно-кваліфікаційних характеристик посад керівників та спеціалістів органів державної контрольно-ревізійної служби[недоступне посилання з липня 2019]